# Archiwum Państwowe w Warszawie
Archiwum Państwowe w Warszawie – instytucja państwowa, której funkcją jest gromadzenie, przechowywanie opracowywanie i udostępnianie materiałów archiwalnych z obszaru m.st. Warszawy i Mazowsza.
Siedziba główna Archiwum mieści się w trzech połączonych kamienicach na warszawskim Starym Mieście. Jego zasięg działania obejmuje część województwa mazowieckiego, a także województw warmińsko-mazurskiego i łódzkiego.

## Historia
Najstarszy zachowany oryginalny dokument pochodzi z 1376 roku. Pierwsze wzmianki o istnieniu archiwum w Warszawskim Ratuszu, pochodzą z 1643 roku, umieszczone w przewodniku „Gościniec albo krótkie opisanie Warszawy”. W kwietniu 1792 roku zostało powołane Archiwum Generalne Miasta Warszawy, którym kierował archiwista Hipolit Lemański. Działalność archiwum została przerwana po konfederacji targowickiej. W 1810 roku najstarsze akta miejskie przekazano do Archiwum Ogólnego Krajowego w Warszawie. W 1817 roku pozostałe akta przekazano do nowego ratusza w pałacu Jabłonowskich. W 1863 roku powstańcy styczniowi podpalili ratusz, w którym spaleniu uległo część nowszych akt. W latach 1864–1869 podczas odbudowy ratusza, akta tymczasowo przechowywano w pałacu Namiestnikowskim, po czym powróciły do pomieszczenia w ratuszu. W 1917 roku w ramach nowego regulaminu Magistratu, powołano Archiwum Główne Magistratu m.st. Warszawy.
W 1925 roku powstała komisja archiwalna, mająca na celu reformowanie archiwum. W 1935 roku kierownikiem archiwum został mjr Adam W. Englert, którego staraniem w 1938 roku archiwum otrzymało nową siedzibę w budynku dawnego arsenału przy ul. Długiej. Po powstaniu warszawskim, Niemcy zniszczyli zasoby archiwalne w arsenale.
W kwietniu 1945 roku, postanowiono reaktywować Archiwum Miejskie, a początkowo jego siedziba znajdowała się przy Marszałkowskiej 6. W czerwcu 1951 roku, archiwum zostało włączone w struktury archiwów państwowych, jako Wojewódzkie Archiwum Państwowe. W 1955 roku archiwum otrzymało nową siedzibę na Starówce. Zajmuje trzy połączone kamienice pod adresami: ul. Krzywe Koło 7 i 9 oraz ul. Nowomiejskiej 12. W 1975 roku po reformie administracyjnej zmieniono nazwę na Archiwum Państwowe m.st. Warszawy. 7 października 2013 roku ponownie zmieniono nazwę na Archiwum Państwowe w Warszawie

## Oddziały zamiejscowe Archiwum

### Archiwum Państwowe w Warszawie, Oddział wGrodzisku Mazowieckim
Adres:
ul. Poniatowskiego 14
05-825 Grodzisk Mazowiecki
Historia

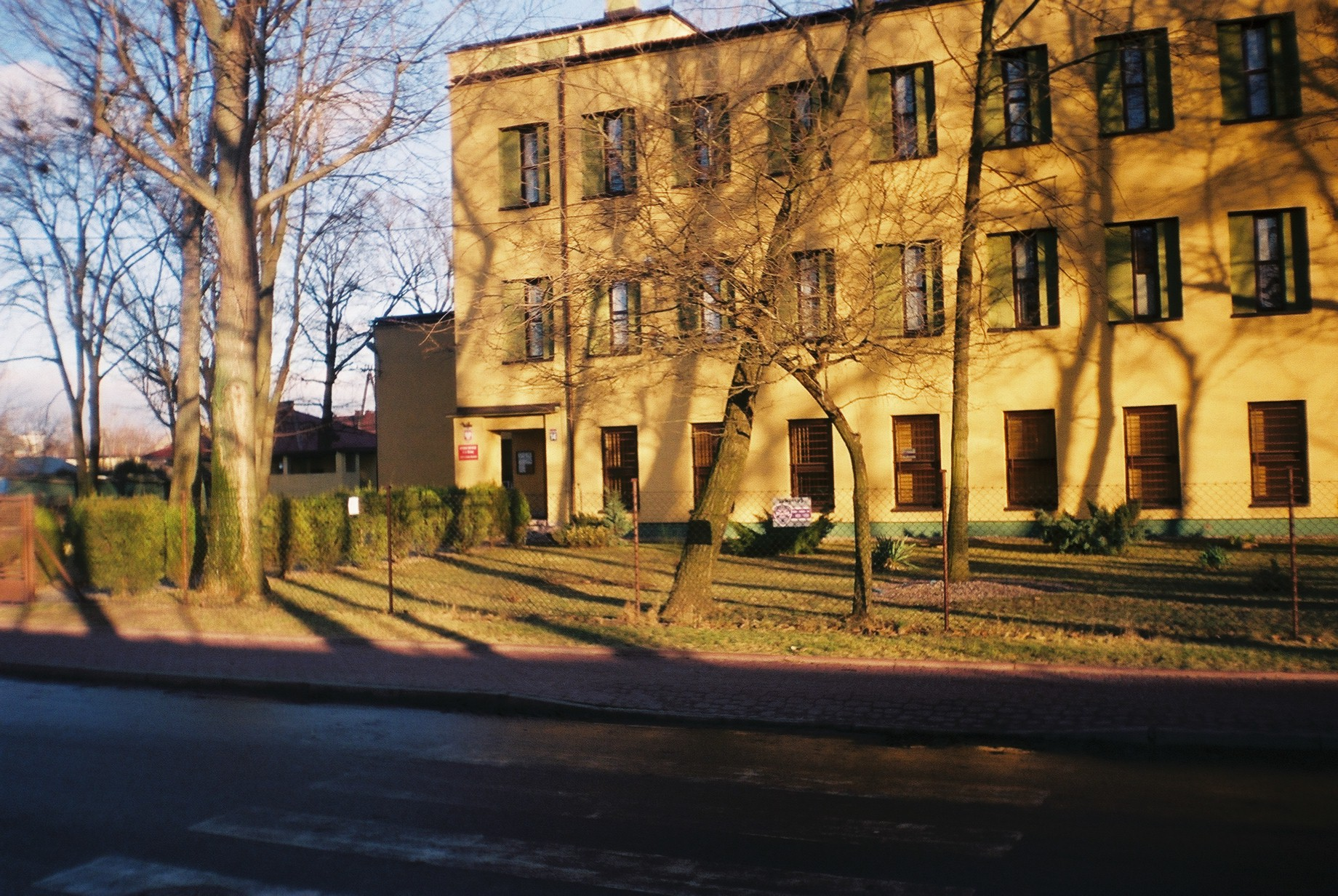
Budynek grodziskiego oddziału Archiwum.

Oddział w Grodzisku Mazowieckim został powołany 1 grudnia 2000 roku.

### Archiwum Państwowe w Warszawie, Oddział III udostępniania zasobu archiwalnego, Sekcja w Łowiczu
Adres:
ul. 3 Maja 1
99-400 Łowicz
Historia
Archiwum Państwowe w Łowiczu, zostało powołane rozporządzeniem Ministra Oświaty z 21 lipca 1950 roku, jako ekspozytura Archiwum Państwowego w Łodzi. Teren działania archiwum obejmował powiat łowicki, a od 1956 roku także powiat kutnowski. W 1975 roku zlikwidowano archiwum powiatowe, a w 1976 roku utworzono w Łowiczu ekspozyturę Wojewódzkiego Archiwum Państwowego w Skierniewicach, którą w trzy lata później przekształcono w oddział terenowy. 1 kwietnia 1985 roku archiwum stało się Oddziałem w Łowiczu Archiwum Państwowego m.st. Warszawy.

### Archiwum Państwowe w Warszawie, Oddział wMławie
Adres:
ul. Narutowicza 3
06-500 Mława
Historia

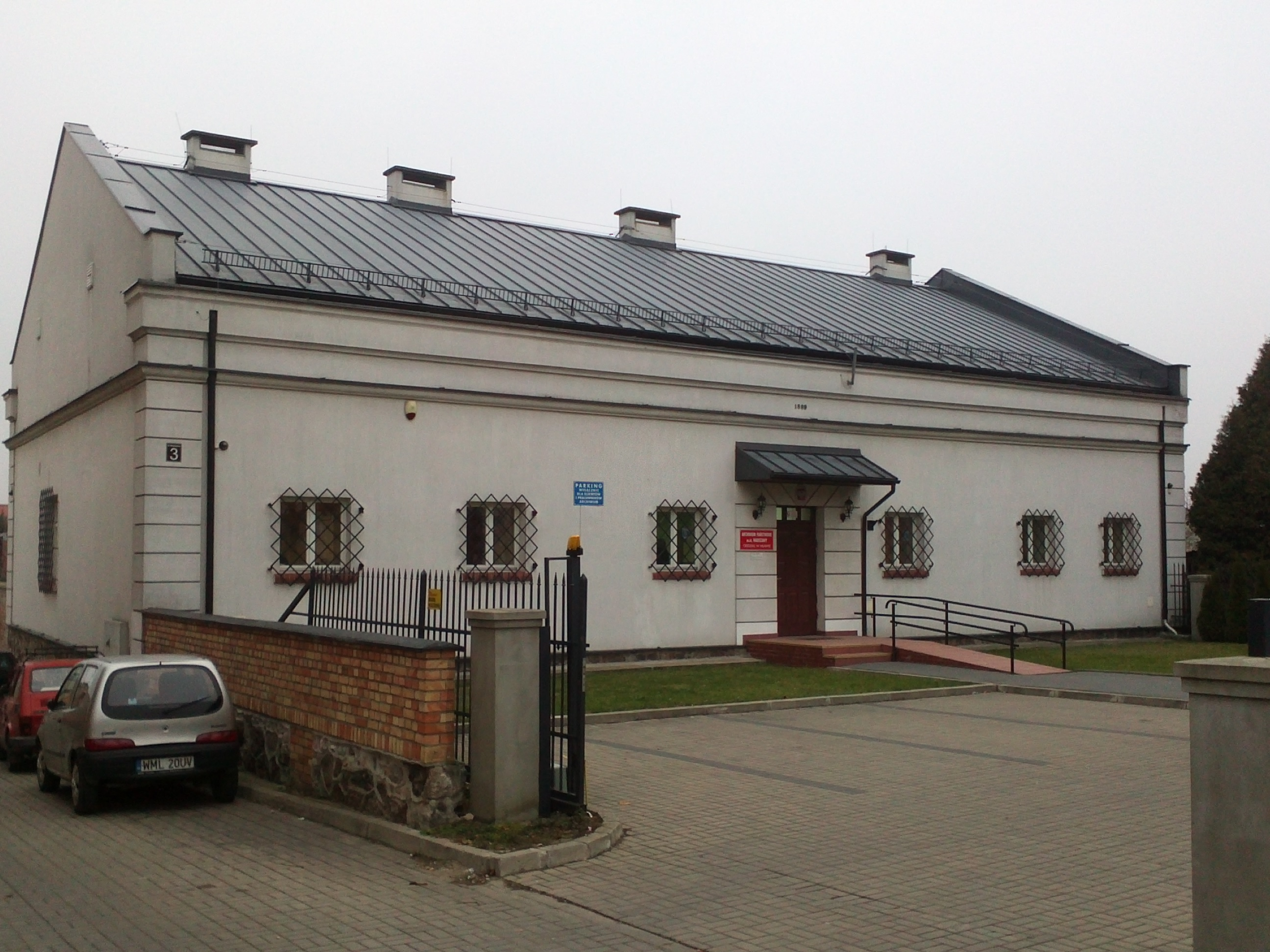
Budynek mławskiego oddziału Archiwum.

Oddział w Mławie został powołany 21 lipca 1950 roku, jako oddział powiatowy Archiwum Akt Nowych w Warszawie, obejmujący powiaty ciechanowski, mławski i przasnyski. W 1952 roku zmieniono nazwę na Powiatowe Archiwum Państwowe w Mławie. 1956 roku dołączono powiat żuromiński, a w 1966 roku powiat makowsko-mazowiecki. W 1976 roku oddział przekształcono w Archiwum Państwowe m.st. Warszawy, oddział w Mławie. W 1997 roku przejęto zasoby po zlikwidowanym oddziale działdowskiego APW. Obecnie teren działalności archiwum obejmuje powiaty ciechanowski, działdowski, mławski, płoński i żuromiński.

### Archiwum Państwowe w Warszawie, Oddział wOtwocku
Adres:
ul. Górna 7
05-400 Otwock
Historia
Oddział w Otwocku został powołany 10 listopada 1954 roku, którego zasięg obejmował powiaty garwoliński, mińsko-mazowiecki, otwocki i od 1956 roku powiat rycki. W 1956 roku archiwum uzyskało własny budynek. W 1976 roku zmieniono nazwę na Archiwum Państwowe m.st. Warszawy, Oddział w Otwocku.

### Archiwum Państwowe w Warszawie, Oddział wPułtusku
Adres:
ul. Zaułek 22
06-100 Pułtusk
Historia
Powiatowe Archiwum Państwowe w Pułtusku zostało powołane 30 maja 1970 roku, które swym zasięgiem objęło powiaty pułtuski, makowski i wyszkowski. Uroczyste otwarcie archiwum nastąpiło 11 maja 1973 roku, którego tymczasowa siedziba była przy ul. Zaułek 2. Po reformie podziału administracyjnego, archiwum zostało przekształcone w Oddział Archiwum Państwowego m.st. Warszawy, które objęło obszar województwa ostrołęckiego i teren miasta i gminy Pułtusk. W 1986 roku otwarto nową siedzibę archiwum w zaadaptowanym kościele poewangelickim, przy ul. Zaułek 22.

### Archiwum Dokumentacji Osobowej i Płacowej wMilanówku
Adres:
ul. Stefana Okrzei 1
05-822 Milanówek
Archiwum Państwowe w Warszawie dysponowało także ekspozyturą w Nidzicy. Mieściła się przy ul. Jagiełły 2a. 8 marca 2017 roku ekspozytura w Nidzicy została zlikwidowana, jej dokumentacja przekazana do oddziału w Milanówku.